# 汤森·桑德斯
汤森·桑德斯（英語：Townsend Saunders，1967年4月20日—），美国男子摔跤运动员。他曾代表美国参加1992年和1996年夏季奥林匹克运动会摔跤比赛，其中1996年夏季奥运会获得一枚银牌。